# 寬鰭短鰓燈魚
寬鰭短鰓灯鱼（学名：Nannobrachium ritteri）为輻鰭魚綱燈籠魚目灯笼鱼科的其中一種。分布于東北太平洋區，包括日本北海道、鄂霍次克海、白令海等海域，為深海魚類，棲息深度20-1095公尺，體長可達12公分。

## 外部連結
寬鰭短鰓灯鱼的圖片（页面存档备份，存于）